# Estado Mayor de la Armada (España)
El Estado Mayor de la Armada (EMA) es el principal órgano auxiliar de mando del almirante jefe del Estado Mayor de la Armada (AJEMA), al que asiste en el ejercicio de sus competencias y en las responsabilidades que tiene asignadas, proporcionándole los elementos de juicio necesarios para fundamentar sus decisiones, traducir estas en órdenes y velar por su cumplimiento.

## Historia
Fue creado en 1895 como Estado Mayor General y desde en 1902 como Estado Mayor Central de la Armada. 
Al desaparecer el Ministerio de Marina en 1977, quedó automática ligado al nuevo Ministerio de Defensa que sucedió al anterior. Es el órgano encargado de proporcionar asistencia inmediata al ministro en cuanto a organización, operaciones y logística. 

## Estructura
El Estado Mayor se articula en:
- La Jefatura, encabezada por el segundo jefe del Estado Mayor de la Armada que, bajo la dirección del jefe de Estado Mayor, ejerce la organización, planificación, dirección, coordinación y control general de las actividades de la Armada.
- La Secretaría General del Estado Mayor de la Armada, responsable del control de la organización y de la gestión de la información y el conocimiento de la Armada. Se encarga de la coordinación interna del EMA y de todos aquellos asuntos que no sean competencia específica de las otras divisiones.
- La División de Planes, responsable, por un lado, del planeamiento global de la Armada a medio y largo plazo, de la coordinación y control general de los objetivos a alcanzar en cuanto a la preparación de la Fuerza y la gestión de los recursos; y, además, de la definición inicial, seguimiento y coordinación de los programas que de ellos se derivan.
- La División de Logística, responsable de efectuar el seguimiento y coordinación de los programas de obtención a partir de su fase de ejecución; del seguimiento durante su fase de servicio, incluyendo el sostenimiento y la modernización hasta la baja de la unidad o sistema; y de la coordinación y control de las infraestructuras.